# Aline Rolfstadius
Britta Aline Rolfstadius egentligen Rundquist, född 26 juli 1922 i Stensele, Pauträsk i Västerbotten, död 12 maj 2016 i Solna församling, var en svensk målare, skulptör och keramiker.
Hon var dotter till hemmansägaren JR Öhnell och Teckla Lundquist och gift med Åke Rolfstadius. Rolfstadius studerade vid Académie de la Grande Chaumière i Paris, Grünewalds målarskola i Stockholm och för Giuseppe Bovini i Ravenna, Italien. Separat ställde hon bland annat ut på Olle Olsson-huset och hon har medverkat i ett flertal samlingsutställningar. Tillsammans med sin man ställde hon ut på ett flertal platser i landet bland annat i Härnösand och Kilafors. Bland hennes offentlig arbeten märks en utsmyckning för Umeå Stadskyrka och reliefer för Karolinska sjukhuset i Stockholm, tillsammans med sin man utförde hon ett krucifix för Gustaf Vasa kyrka i Stockholm. Hennes konst består av landskap, hamnvyer, djur, blommor och motiv som har en litterär eller religiös anknytning utförda i pastell samt föremål i terrakotta, keramik och mosaik. Rolfstadius finns representerad vid Arkivet i Lund, Gustav VI Adolfs samlingar, Hudiksvalls museum och Karolinska Institutet i Stockholm. Hon är begravd på Solna kyrkogård.